# Mystacoleucus
Il genere Mystacoleucus comprende 8 specie di pesci d'acqua dolce appartenenti alla famiglia Cyprinidae.

## Distribuzione e habitat
Tutte le specie del genere sono originarie del Sudest asiatico, nelle acque dolci di Borneo, Sumatra, Thailandia, Laos, Cambogia, Indonesia e soprattutto nei bacini idrografici dei fiumi Mekong, Chao Phraya e Mae Khlong.

## Descrizione
I Mystacoleucus presentano un corpo relativamente alto, compresso ai fianchi, con testa piccola, profilo dorsale piuttosto convesso, ventre arrotondato, pinne triangolari dai vertici arrotondati. La livrea è tendenzialmente grigio argentea, con riflessi verdastri, rosati o marezzata di nero secondo la specie. 

Le dimensioni variano dai 7,3 cm di Mystacoleucus greenwayi ai 20 cm di Mystacoleucus marginatus.

## Specie
Attualmente (2013) il genere comprende 8 specie:
- Mystacoleucus argenteus
- Mystacoleucus atridorsalis
- Mystacoleucus chilopterus
- Mystacoleucus ectypus
- Mystacoleucus greenwayi
- Mystacoleucus lepturus
- Mystacoleucus marginatus
- Mystacoleucus padangensis